# Коцо ди Наро
Коцо ди Наро је насеље у Италији у округу Калтанисета, региону Сицилија.
Према процени из 2011. у насељу је живело 38 становника. Насеље се налази на надморској висини од 452 м.